# Józef Murgot
Józef Murgot (ur. w Świętochłowicach, zm. w 31 sierpnia 1987 r., tamże) – polski piłkarz,  trener.
W młodości grał w Czarnych Chropaczów. Po wojnie został nauczycielem wychowania fizycznego w Technikum Górniczym w Chorzowie.
W 1953 roku został opiekunem pierwszej szkółki piłkarskiej w Polsce - Zryw Chorzów. Na początku lat 60. XX wieku Zryw Chorzów stał się czołową akademią piłkarską w Polsce. Jego zespół U-19 dwukrotnie zdobył mistrzostwo kraju (1960, 1961). W finale Pucharu Polski U-19 w 1961 r. Zryw pokonał 10-1 drużynę U-19 Górnika Wałbrzycha, a wkrótce potem kilku zawodników Zrywu zostało powołanych do reprezentacji Polski do lat 18. W 1961 roku w Mistrzostwach Europy do lat 18 UEFA Polska z dwoma zawodnikami Zryw w składzie (Szołtysik i Janduda) zdobyła srebro. W Zrywie występowali wówczas Antoni Piechniczek, Zygfryd Szołtysik, Jan Banaś, Józef Janduda, Jerzy Michajłow, Walter Gzel czy Eugeniusz Klois.
Józef Murgot kontynuował swoją pracę do lat siedemdziesiątych. Zmarł 31 sierpnia 1987 r. i został pochowany na cmentarzu w Chropaczowie.